# 개별형 전환
개별형 전환은 이전에 만들었던 항체를 더 이상 만들지 않고 다른 항체로 전환하는 경우이다. igM igD는 스플라이싱으로 한번에 같이 만들 수 있지만, 개별형 전환을 하는 경우 해당 부분을 제외한 나머지 항체 종류를 만드는 dna부분을 날림으로서 다른 종류의 항체를 생산할 수 없다.